# Hirtodrosophila unicolorata
Hirtodrosophila unicolorata är en tvåvingeart som först beskrevs av Wheeler 1959.  Hirtodrosophila unicolorata ingår i släktet Hirtodrosophila och familjen daggflugor.
Artens utbredningsområde är Samoa.